# Gastón Brambatti
Gastón Brambatti (San Martín, Buenos Aires, 3 de junio de 1991) es un futbolista argentino que juega de arquero. Actualmente se encuentra sin equipo.

## Biografía
Su hermano menor Facundo Brambatti también es futbolista y juega de marcador central. De inferiores en Chacarita Juniors, actualmente integra el plantel de Club El Porvenir.

## Trayectoria
Se inició en las infantiles de Chacarita Juniors. De allí pasaría a la Pre-novena de Almagro hasta 4.ª División. Sin llegar a debutar en Primera emigra al Viejo Continente con tan solo 19 años para jugar en Grecia en el Thrasivoulos Filys de la Segunda División de Grecia. Luego, tres años más tarde, pasa a Finlandia, al Sporting Kristina de la Tercera División de Finlandia. A mediados de 2014 vuelve a la Argentina y forma parte del plantel de Defensores de Villa Ramallo, siendo el suplente de Guido Herrera. En el granate disputó partidos de Copa Argentina, Liga Nicoleña y Torneo Federal A. En julio llega a Colegiales donde fue titular en 6 partidos y recibió 5 goles (mantuvo su valla invicta frente a Español y Villa San Carlos) y fue suplente de Marcos Jara en 6.

## Clubes
| Club                        | País      | Año         | PJ | Goles |
| --------------------------- | --------- | ----------- | -- | ----- |
| Thrasivoulos Filys          | Grecia    | 2011 - 2012 |    |       |
| Sporting Kristina           | Finlandia | 2012 - 2014 |    |       |
| Defensores de Villa Ramallo | Argentina | 2014 - 2016 | 13 | 0     |
| Colegiales                  | Argentina | 2016        | 6  | 0     |
| Atlanta                     | Argentina | 2017        | 2  | 0     |